# 調控序列
調控序列（英語：Regulatory sequence，又譯調節序列）是生物体内可以促进或抑制基因表达的核酸片段。调控序列可以是DNA中一段包含啟動子、強化子、沉默子，以及一些調節蛋白（如轉錄因子）附着位点的核酸片段。這些序列調控了基因的表达，進而影響蛋白質的合成。除此之外，mRNA也有調控序列，可與RNA結合蛋白或其他RNA結合。
基因表达的调节是所有生物（包括病毒）的基本特征。

## 描述
在DNA中，基因表达的调节通常发生在转录时，通过DNA序列与转录因子的特异性结合来实现。转录因子可以作为激活物或阻遏物，也可同时作为两者调控基因表达。
而在RNA中的调控序列通常作用于翻译、RNA剪接等过程中。调控序列通常位于mRNA两端，控制mRNA的生物合成和翻译。

真核生物的基因结构。DNA中位于开放阅读框（Open Reading Frame）两侧的序列为调控序列（Regulatory Sequence）。

原核生物的基因结构。

## 例子
- DNA上的调控序列：
  - CAAT盒
  - CCAAT盒
  - 操縱子
  - 普裡布諾盒
  - TATA盒
- mRNA上的调控序列：
  - SECIS element
  - 多聚腺苷酸化信號

## 外部連結
- ORegAnno - Open Regulatory Annotation Database （页面存档备份，存于）